# Околічнянка
Околічнянка (словац. Okoličnianka) — річка в Словаччині, права притока Вагу, протікає в окрузі Ліптовський Мікулаш.
Довжина приблизно 7.0-8.4 км. Витік знаходиться в масиві Ліптовська улоговина (геоморфологічна підодиниця Смречанські пагорби); на висоті близько 860 метрів. Протікає територією села Ветерна Поруба і міста Ліптовський Мікулаш (міська частина Околічне)..
Впадає у Ваг на висоті приблизно 590—595 метрів.